# Picot cardenal
El picot cardenal (Dendropicos fuscescens) és una espècie d'ocell de la família dels pícids (Picidae) que habita boscos, sabanes i matolls de gran part de l'Àfrica subsahariana.